# BIN1
البروتين 1 المتآثر المعتمد على صندوق Myc ‏ (بالإنجليزية: Myc box-dependent-interacting protein 1)‏ ويُعرف كذلك بمكمال التجسير وأمفيفيسين 2، هو بروتين يُشفَّر لدى البشر بواسطة الجين BIN1.
يشفِّر هذا الجين عدة نظائر للبروتين الموائم النووي الهيولي، أحدها تم تحديده على أنه بروتين متآثر مع Myc مع ميزاتِ كابتِ الورم، النظائر التي يُعبر عنها في الجهاز العصبي المركزي يمكن أن يكون لها دور في الإدخال الخلوي عبر الحويصلات المشبكية ويمكن أن تتآثر مع الدينانيم، السينابتوجانين، الإندوفيلين، والكلاثرين. النظائر المعبر عنها في العضلات والنظائر المعبر عنها بكثرة تتواجد في السيتوبلازم والنواة وتنشط عملية استماتة مستقلة عن كاسباز.
تقترح الدراسات على الفئران أن هذا الجين يلعب دورا مهما في تطور العضلة القلبية. يُنتِج وصل بديل لهذا الجين 10 نسخ متغايرة تشفر نظائر مختلفة. تم وصف متغايرات الوصل البديل الزائغ (الخاطئ) في خطوط الخلايا الورمية كذلك.